# Чеботаревская, Александра Николаевна
Александра Николаевна Чеботаревская (12 [24] апреля 1869 или 1 января 1869, Новый Оскол, Курская губерния — 22 февраля 1925 или 19 февраля 1925, Москва) — переводчица, автор литературных и художественных критических статей. Старшая сестра писательницы Анастасии Чеботаревской (1876—1921).

## Биография
Из семьи курского адвоката Николая Николаевича Чеботаревского (ум. 1900). Мать, Анастасия Николаевна (ок. 1850 ― ок. 1879), из рода грузинских князей Агей-Швили; покончила с собой в возрасте 29 лет вследствие душевной болезни, когда Чеботаревской было 9 лет. Незадолго до этого семья переехала в Москву. Отец женился на Александре Эдуардовне (урождённой Вивьен). Во втором браке имел шестерых детей. Дети от первого брака росли под опекой Александры Чеботаревской.
С 1880 году семья жила в Москве, где Чеботаревская училась в частной гимназии С. А. Арсеньевой, слушала лекции на Высших женских курсах, позднее продолжила образование в Париже (Сорбонна, Collège de France, Русская высшая школа общественных наук). В юности писала стихи (сохранилась тетрадь со стихотворениями 1887—1888 г.г.). Чеботаревская ещё в гимназические годы прекрасно изучила немецкий, французский и английский языки, а в зрелые годы ещё итальянский и начала изучать испанский язык: читала всегда иностранную литературу в подлинниках. Серьезно занималась историей живописи и сама была прекрасной рисовальщицей. В последних классах гимназии обратилась к переводам. Её первые переводные опыты охотно принимались в редакции «Русских ведомостей». В серии «Научно-популярная библиотека „Русской мысли“» была издана в переводе Чеботаревской книга «Фюстель-де-Куланж» П. Гиро (1898) — о крупнейшем французском историке-медиевисте. В последующие годы в «Русcкой мысли» регулярно печатались переводы Чеботаревской (подписанные полным именем или инициалами): статья «Жизнь в произведениях Гюго» (1902) Г. фон Гофмансталя, рассказ «Над жизнью» (1907) Я. Вассермана, цикл рассказов «Злые» (1908) Г. Манна, «Комическая история. Роман из театрального мира» А. Франса (1908) и его «мелкие рассказы» (1907), романы «Дингли» братьев Жана и Жерома Таро (1907) и «Изаиль» Х. Бергера (1907), «сказочки» Ф. Жамма (1918) и отрывки из дневника К. Мендеса «Семьдесят три дня Коммуны» (1918).
Решающую роль в жизни Чеботаревской сыграло знакомство (в Париже в 1903 году) с Вяч. И. Ивановым, переросшее в тесную многолетнюю дружбу. Чеботаревская стала близким другом всей семьи Иванова и помощницей во многих обстоятельствах практической жизни. Домашнее имя Чеботарёвой, Кассандра, обыграно в посвящённом ей сонете Иванова «Кассандре» (ей же посвящено стихотворение «Осень»). Во многом благодаря Иванову Чеботаревская вошла в символистский литературный круг, хотя, в отличие от её сестры Анастасии Чеботаревской, не выдвинулась в нём на первый план. Иванов был инициатором работы Чеботаревской над переводом мистического романа «Серафита» О. де Бальзака, предполагавшегося к публикации в 1910 году в издательстве «Мусагет» со вступительной статьёй Иванова, и романа Г. Флобера «Госпожа Бовари» для полного собрания сочинений писателя, предпринятого издательством «Шиповник» (1913); выполненный Чеботаревской перевод Иванов подверг тщательной сквозной редактуре.
С годами переводческая деятельность стала для Чеботаревской основным литературным занятием, дававшим материальный достаток и определённое профессиональное удовлетворение. Самый масштабный её труд в этой области — перевод романов и новелл Ги де Мопассана: в его полном собрании сочинений, вышедшем (1909—1912) в издательствах «Пантеон» и «Шиповник», Чеботаревская перевела полностью 14 томов из 30; её переводы Мопассана неоднократно переиздавались и в позднейшее время. В переводах Чеботаревской увидели свет также роман «Проповедник» А. Гарборга, «Исповедь простого человека» Э. Гильомена (1906, 1923), «Монна Ванна» М. Метерлинка (1903), «Лики дьявола» Ж. А. Барбе д’Оревильи (1908), «Повести, сказки, легенды» Мультатули (1907) и его же «Рассказы» (1919), историческая драма Г. Жеффруа «Жизнь научила» (1923), книга очерков «Ночи революции» Р. де ла Бретона (1924), роман М. Кордэ «За кулисами войны (Дневник дикарки)» (1925).
В обстоятельствах пореволюционной разрухи Чеботаревская помогала семье Вячеслава Иванова, взяв на себя множество забот по хозяйству, год (с осени 1921 до осени 1922) провела с Ивановыми в Баку. Уезжая в августе 1924 года за границу, Иванов оставил на попечение Чеботаревской значительную часть своего имущества, библиотеки и почти весь свой рукописный архив. На похоронах своего близкого друга М. О. Гершензона Чеботаревская произнесла экзальтированную речь («указывая простёртой рукой на умершего, она закричала: „Вот он! Он открывает нам единственно возможный путь освобождения от всего этого ужаса! За ним! За ним!“», убежала и в тот же день утопилась в Москве-реке. В самоубийстве Чеботаревской, безусловно, была психиатрическая наследственная составляющая (она в точности повторила судьбу своей матери, брата и младшей сестры), но столь же правомерно осмыслять этот шаг как реакцию на насаждавшуюся глубоко враждебную для неё новую общественную атмосферу.
Иванов писал 27 июля 1925 года: «Образ гибели её, бросившейся с моста, долго преследовал меня как ужасное, раздирающее душу видение… незадолго она
написала из Петербурга письмо, почти деловое… но столь безумное внутренне, что между строк его я прочёл с ужасом близость какого-то трагического конца». В упомянутом Ивановым письме Чеботаревская сообщала о себе: «Болезни мои… хотя и имеют вид физических, но скорее исходят из другой области». Инициированная Г. И. Чулковым попытка собрать и издать сборник памяти Чеботаревской осталась нереализованной.